# Mistrzostwa Europy w Lekkoatletyce 1969 – trójskok mężczyzn

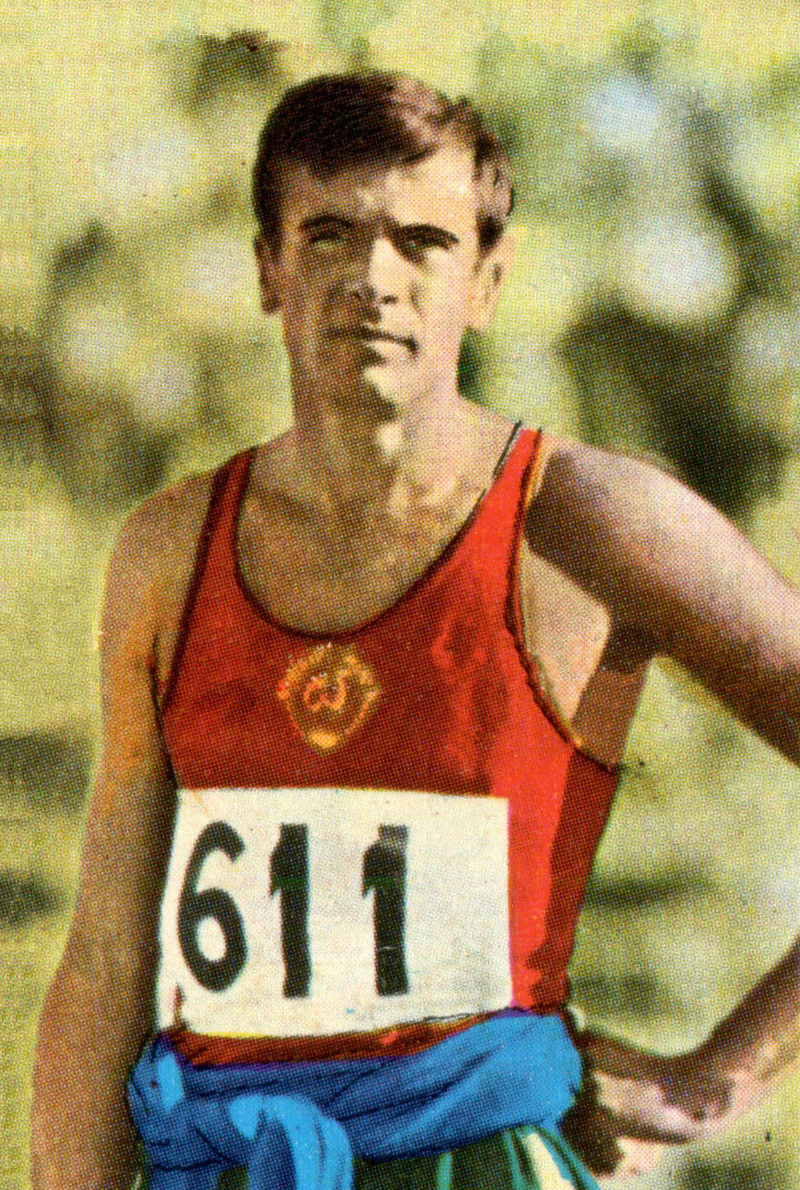
Wiktor Saniejew

Trójskok mężczyzn był jedną z konkurencji rozgrywanych podczas IX Mistrzostw Europy w Atenach. Kwalifikacje rozegrano 16 września, a finał 17 września 1969. Zwycięzcą tej konkurencji został reprezentant Związku Radzieckiego Wiktor Saniejew. W rywalizacji wzięło udział szesnastu zawodników z dwunastu reprezentacji.

## Rekordy
| Rekord świata     | Wiktor Saniejew (SUN)   | 17,39 | Meksyk, Meksyk   | 17.10.1968 |
| Rekord Europy     | Wiktor Saniejew (SUN)   | 17,39 | Meksyk, Meksyk   | 17.10.1968 |
| Rekord mistrzostw | Georgi Stojkowski (BGR) | 7,98  | Budapeszt, Węgry | 04.09.1966 |

## Wyniki

### Kwalifikacje
| Miejsce | Zawodnik          | Wynik | Uwagi |
| ------- | ----------------- | ----- | ----- |
| 1       | Klaus Neumann     | 16,78 | Q CR  |
| 2       | Carol Corbu       | 16,76 | Q     |
| 3       | Wiktor Saniejew   | 16,66 | Q     |
| 4       | Nikołaj Dudkin    | 16,65 | Q     |
| 5       | Tony Wadhams      | 16,49 | Q     |
| 6       | Serge Firca       | 16,40 | Q     |
| 7       | Georgi Stojkowski | 16,39 | Q     |
| 8       | Henrik Kalocsai   | 16,21 | Q     |
| 9       | Zoltán Cziffra    | 16,15 | Q     |
| 10      | Jörg Drehmel      | 16,15 | Q     |
| 11      | Giuseppe Gentile  | 16,11 | Q     |
| 12      | Kristen Fløgstad  | 16,04 | Q     |
| 13      | Andrzej Lasocki   | 16,00 |       |
| 14      | Birger Nyberg     | 15,85 |       |
| 15      | Ewangelos Wlasis  | 15,78 |       |
| 16      | Raymond Privé     | 15,52 |       |

### Finał
| Miejsce | Zawodnik          | Wynik   |
| ------- | ----------------- | ------- |
| 1       | Wiktor Saniejew   | 17,34 w |
| 2       | Zoltán Cziffra    | 16,85 w |
| 3       | Klaus Neumann     | 16,68   |
| 4       | Carol Corbu       | 16,56   |
| 5       | Nikołaj Dudkin    | 16,46   |
| 6       | Jörg Drehmel      | 16,23   |
| 7       | Giuseppe Gentile  | 16,03   |
| 8       | Serge Firca       | 15,94   |
| 9       | Tony Wadhams      | 15,90   |
| 10      | Henrik Kalocsai   | 15,79   |
| 11      | Kristen Fløgstad  | 15,71   |
| 12      | Georgi Stojkowski | 15,14   |